# NuttX
NuttX est un système temps réel Libre à destination de l'embarqué, compatible POSIX, développé par la fondation Apache.
Il comporte un système de fichier de type POSIX, et shell nommé Nush, permettant d'accéder au différents périphériques par /dev ou à /proc pour certaines options systèmes, de la même façon que sur tout système POSIX.
Les outils de développement, propose une interface en C par défaut. Il peut tourner sous Qemu et différentes architectures sont supportées, telles qu'ARM ou RISC-V, ou encore Zilog Z80.